# وولفغانغ فاهريان
وولفغانغ فاهريان (بالألمانية: Wolfgang Fahrian)‏ مواليد 31 مايو 1941 في ألمانيا، هو لاعب كرة قدم ألماني سابق كان يلعب كحارس مرمى. سبق له أن لعب في كأس العالم لكرة القدم مع منتخب بلاده.

## المسيرة الاحترافية

### أندية لعب لها
- نادي هرتا برلين
- ميونخ 1860
- فورتونا دوسلدورف
- فورتونا كولن

## روابط خارجية
- وولفغانغ فاهريان على موقع الاتحاد الدولي (مؤرشف)  (الإنجليزية)
- وولفغانغ فاهريان على موقع قاعدة بيانات كرة القدم.إي يو (الإنجليزية)
- وولفغانغ فاهريان على موقع بيانات كرة القدم. دي إي (الألمانية)
- وولفغانغ فاهريان على موقع ناشيونال فوتبول تيمز (الإنجليزية)
- وولفغانغ فاهريان على موقع عالم كرة القدم.نت (الإنجليزية)